# Araucaria columnaris
A Araucaria columnaris também é conhecida no Brasil por Pinheiro-de-Cook.
Sua utilização é comum em elementos arquitetônicos e para peças decorativas esculpidas ou torneadas. Sua madeira é clara com veios em tom caramelado. Os nós relativos a galhos geralmente apresentam cor avermelhada. É cultivada em jardins públicos em Queensland, norte da Nova Zelândia, sul da Califórnia, México, e Havaí.